# Albert Ireton
Pour les articles homonymes, voir Ireton (homonymie).
Albert Ireton est un tireur à la corde et boxeur britannique né le 15 mai 1879 à Baldock et mort le 4 janvier 1947 à Stevenage.

## Carrière sportive
Il a participé aux Jeux olympiques de 1908 avec l'équipe britannique de tir à la corde et gagna la compétition. Engagé également en boxe anglaise dans la catégorie poids lourds, il perd en quart de finale par KO au premier round contre son compatriote Sydney Evans.